# Abernathyita
La abernathyita es un mineral uraniloarseniato, de la clase de los minerales fosfatos, y dentro de esta pertenece al llamado «grupo de la metaautunita». Fue descubierta en 1956 en una mina del condado de Emery, en el estado de Utah (Estados Unidos), siendo nombrada así en honor de J.E. Abernathy, mineralogista estadounidense.

## Características químicas
Es un complejo de uranilo y arseniato hidratado de potasio. La fórmula química original fue revisada en 1964, siendo hoy aceptada como K(UO2)AsO4·3H2O. El grupo de la metaautunita al que pertenece son todos uranilofosfatos y uraniloarsenatos estructurados en capas.

## Formación y yacimientos
Se forma como mineral secundario raro recubriendo fracturas en rocas areniscas alfálticas brechificadas, alofadas en yacimientos de minerales del uranio.
Suele encontrarse asociado a otros minerales como: escorodita, zeunerita o heinrichita.

## Usos
Puede ser extraído como mena del estratégico uranio. Por su alta radiactividad debe ser manipulado y almacenado con los correspondientes protocolos de seguridad.